# Jering
Jering is een bestuurslaag in het regentschap Aceh Timur van de provincie Atjeh, Indonesië. Jering telt 350 inwoners (volkstelling 2010).